# لوزی‌زیان
لوزی‌زیان (Rhombozoa یا Dicyemida) شاخه‌ای از انگل‌ها هستند که در قسمت‌های کلیوی سرپایان (هشت‌پاها، ماهی مرکب و غیره) زندگی می‌کنند.
لوزی‌زبان در هر دو شکل بی‌جنسیت و جنسیتی وجود دارند. لوزی‌زیان در میزبان‌های نوجوان و نابالغ بیشتر از نوع بی‌جنس و در میزبان‌های بالغ از نوع جنسیت‌دار هستند.
لوزی‌زیان در حالت بلوغ دراز و باریک هستند یاخته‌های داخلی و تولید شده، لاروی کرم‌مانند پدیدمی‌آورند که رشد می‌کند و به مرحله زادآوری می‌رسد. هنگامی که جمعیت این جانوران زیاد می‌شود، یاخته‌های تولید مثلی بعضی از افراد بالغ به ساختاری گنادمانند تبدیل می‌شود و گامت‌های نر و ماده ایجاد می‌کند. تخم‌های حاصل از ترکیب گامت‌ها، به لاروی مژک‌دار تبدیل می‌شوند که هیچ شباهتی به والدین ندارد. این لاروها همراه ادرار میزبان وارد آب دریا می‌شوند.